# مأمور ضد جاسوسی (بازی ویدئویی)
مأمور ضد جاسوسی (انگلیسی: CounterSpy) یک بازی ویدئویی سبک مخفی‌کاری سمت-نورد تک‌نفره برای سکو‌های پلی‌استیشن ۳، پلی‌استیشن ۴، پلی‌استیشن ویتا، اندروید و آی‌اواس می‌باشد که توسط دینامایتی توسعه و سونی کامپیوتر انترتینمنت نشر پیدا کرده است.